# Europejska Federacja Spadochroniarzy
Europejska Federacja Spadochroniarzy (U.E.P.) powołany został 21 marca 1990 roku po ogłoszeniu w Dzienniku Ustaw Republiki Francuskiej, ze statutem wzorowanym na prawie francuskim. Językiem urzędowym Związku jest język francuski i angielski.
Inicjatorami powołania Związku były narodowe związki spadochroniarzy: Francji, Belgii, Niemiec i Włoch. U.E.P. jest Związkiem zrzeszającym aktualnie narodowe związki spadochroniarzy dziesięciu państw: Niemiec, Belgii, Cypru, Hiszpanii, Francji, Grecji, Węgier, Włoch, Polski i Portugalii. Obserwatorem jest narodowy związek spadochroniarzy Austrii. Siedzibą Sekretariatu U.E.P. jest Tuluza we Francji.
W ramach Związku narodowe związki spadochroniarzy zachowują swoją samodzielność narodową i apolityczność. Członkami są byli i aktualni żołnierze wywodzący się z jednostek spadochronowych i specjalnych i w większości umocowani są w strukturach wojskowych lub policyjnych (np. Węgrzy). Natomiast członkami Związku Polskich Spadochroniarzy (ZPS) mogą być również osoby cywilne z innych stowarzyszeń oraz aeroklubów, którzy wcześniej wykonywali skoki spadochronowe.
U.E.P. swą międzynarodową działalność skupia na wymianie doświadczeń i formowaniu wniosków i postulatów dotyczących użycia i rozwoju wojsk spadochronowych i specjalnych, ich rozpowszechniania w instytucjach własnego kraju, a także pomiędzy członkami Związku. Zasadniczymi przedsięwzięciami w skali roku są Międzynarodowe Mistrzostwa Spadochronowe U.E.P. w skokach na celność lądowania oraz coroczny Kongres U.E.P.
Ponadto członkowie U.E.P. spotykają się z okazji ważniejszych wydarzeń narodowych i spadochronowych upamiętniających udział jednostek spadochronowych w operacjach bojowych i pokojowych (capstrzyki, festyny, pokazy, zawody spadochronowe) zapraszając do udziału innych członków Związku oraz sąsiadów – uczestnictwo jest dobrowolne.
Pierwsze kontakty Związku Polskich Spadochroniarzy (ZPS) z U.E.P. zostały nawiązane w 1998 roku. Na III Krajowy Zjazd ZPS w maju 1999 roku, zaproszono Sekretarza Generalnego U.E.P. płk. (r.) Michela Reeba i wiceprezesa Związku Niemieckich Spadochroniarzy płk. (r.) Heinza Blissa. Wynikiem pobytu i dokonanych uzgodnień było zaproszenie na IX Kongres U.E.P. na Cypr i w dniu 27 października 1999 roku ZPS został przyjęty do U.E.P.
Do 2012 roku odbyło się dwadzieścia Kongresów, w tym XI organizowany przez ZPS w 2001 roku w Krakowie oraz dziewięć Międzynarodowych Mistrzostw Spadochronowych U.E.P.
ZPS aktywnie uczestniczy w działalności federacyjnej i sportowej dzieląc się osiągnięciami polskich jednostek powietrznodesantowych, desantowo–szturmowych i specjalnych w operacjach pokojowych organizacji międzynarodowych.
Do liczących się należą również osiągnięcia reprezentacji spadochronowej ZPS. Uczestniczyli w ośmiu mistrzostwach U.E.P., w których to czterokrotnie zespoły ZPS zajmowały indywidualnie i zespołowo pierwsze miejsca – np. w 2008 roku w Belgii.
W 2011 roku Związek Polskich Spadochroniarzy był gospodarzem IX Międzynarodowych Mistrzostw Spadochronowych U.E.P. zorganizowanych w lipcu w Rzeszowie oraz XXI Kongresu U.E.P. odbytego w dniach od 28 września do 2 października 2011 roku w Krakowie.